# Шрексбах
Шрексбах (нім. Schrecksbach) — громада в Німеччині, знаходиться в землі Гессен. Підпорядковується адміністративному округу Кассель. Входить до складу району Швальм-Едер.
Площа — 36,61 км2. Населення становить 2977 ос. (станом на 31 грудня 2020).

## Географія

### Адміністративний поділ
Громада  складається з 7 районів:
- Гоф-Релльгаузен
- Гольцбург
- Релльсгаузен
- Зальмсгаузен
- Шенберг
- Шрексбах
- Троккенбах